# René Hecker
René Hecker (* 7. Dezember 1967) ist ein ehemaliger deutscher Fußballspieler.

## Sportlicher Werdegang
Hecker begann seine Karriere nach der Jugendstation Dynamo Eisleben bei der BSG Wismut Aue, für die er im Laufe der Spielzeit 1987/88 in der DDR-Oberliga debütierte. Am Ende der Spielzeit 1989/90 stieg der Mittelfeldspieler mit der Mannschaft in die zweitklassige DDR-Liga ab. In der Spielzeit 1990/91 verpasste er mit der im Februar 1991 in den FC Erzgebirge Aue ausgegliederten Fußballmannschaft aufgrund der um ein Tor schlechteren Tordifferenz gegenüber dem punktgleichen Konkurrenten FSV Zwickau die Aufstiegsrunde zur 2. Bundesliga und trat mit der Mannschaft in der Oberliga Nordost an. Dort belegte er mit dem Klub in der Spielzeit 1991/92 in der Südstaffel erneut hinter den Schwanenstädtern den zweiten Tabellenplatz.
Im Sommer 1992 holte der Zweitligist SV Waldhof Mannheim Hecker in die Kurpfalz, kurze Zeit später folgten während der Wechselperiode noch die Auer Mannschaftskameraden Jörg Kirsten und Tom Stohn. Unter Trainer Klaus Toppmöller war er auf Anhieb Stammspieler, in der Zweitligasaison 1992/93 trug er mit sechs Saisontoren in 33 Meisterschaftsspielen zum vierten Tabellenplatz bei, drei Punkte fehlten auf den vom VfB Leipzig belegten letzten Aufstiegsplatz. Auch in den beiden folgenden Spielzeiten war er unter Toppmöllers Nachfolgern Jürgen Sundermann und Valentin Herr Stammkraft, ehe er unter dem 1994 neu verpflichteten Uli Stielike in die Rolle des Ergänzungsspielers rückte. Erst in den letzten Partien der Spielzeit 1994/95 rückte er für einen längeren Zeitraum in die Startelf. Nachdem die Mannschaft mit einer 0:4-Niederlage gegen den 1. FC Saarbrücken und einem 1:1-Unentschieden gegen die SG Wattenscheid 09 vom zweiten auf den vierten Platz gerutscht war, fand er am letzten Spieltag beim Auswärtsspiel bei Hannover 96 keine Berücksichtigung mehr – nach einem 2:2-Remis rangierten die Waldhöfer am Saisonende auf dem fünften Platz.
Hecker wechselte zum Ligakonkurrenten Chemnitzer FC, mit dem er am Ende der Spielzeit 1994/96 – trotz sechs Treffern in 32 Saisoneinsätzen – den Klassenerhalt verpasste. Daraufhin zog er innerhalb der Liga zum FSV Zwickau weiter, wo er im letzten Saisondrittel aus der im Abstiegskampf befindlichen Mannschaft rutschte. Anschließend ging er zu LR Ahlen in die Regionalliga West/Südwest. In der Spielzeit 1999/2000 gelang ihm mit dem Klub der erstmalige Zweitligaaufstieg. Im ersten Spiel der Zweitligasaison 2000/01 zog er sich nach wenigen Minuten im Heimspiel gegen den FC St. Pauli eine Verletzung zu, in deren Folge er die komplette Spielzeit verpasste und später Sportinvalidität anmeldete.
Bei LR Ahlen arbeitete Hecker als Jugendtrainer und übernahm nach der Trennung von Ingo Peter im März 2005 kurzzeitig als Interimstrainer die Zweitligamannschaft, ehe František Straka als Nachfolger gewonnen wurde. Diesem assistierte er bis zum Ende der Spielzeit 2004/05. Später war er Trainer beim Hammer SpVg, 2011 kehrte er als Jugendtrainer zum mittlerweile Rot Weiss Ahlen genannten Klub zurück. Später wurde er Verbandstrainer beim Westdeutschen Fußballverband.
Sein Sohn Nico Hecker war ebenfalls Fußballprofi.